# ジョアン・コロミーナス

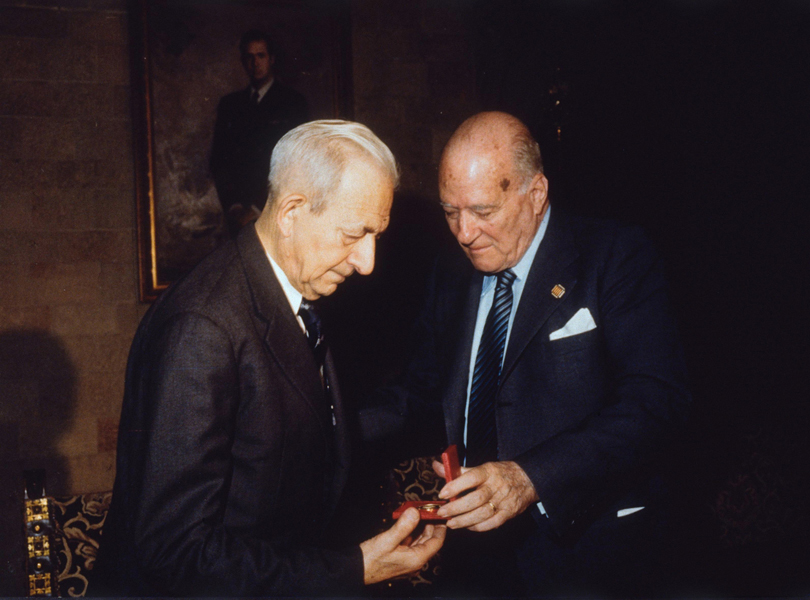
ジュゼップ・タラデーリャスからカタルーニャ州政府ゴールドメダルを授与されるコロミーナス（左、1980年）。

ジョアン・コロミーナス・イ・ヴィニョー（カタルーニャ語: Joan Coromines i Vigneaux, Joan Corominas、カタルーニャ語発音: [ʒuˈaŋ kuɾuˈminəs]、1905年3月21日 - 1997年1月2日
）はカタルーニャの言語学者。カタルーニャ語やスペイン語などロマンス諸語の研究に貢献した。
ジョアン・フランセスク・ミラのコロミーナスへのインタビューによれば、母セレスティナ・ヴィニョー・イ・シビルスに由来する第二姓ヴィニョーはフランス語圏の姓であるが、これはガスコーニュ出身である母方の祖父のもの。最も著名な作品 Diccionario crítico etimológico de la lengua castellana（1954 – 1957）は4巻からなる。1巻はスペイン語の語源学の辞典である（簡易版として Breve diccionario etimológico de la lengua castellana が1961年に出版されている）。9巻からなる作品 Diccionari Etimològic i Complementari de la Llengua Catalanは、カタルーニャ語の単語の起源を調査した。8巻からなる Onomasticon Cataloniaeは新古を問わずカタルーニャ語圏のすべての地名と人名を網羅している。ホセ・アントニオ・パスクアルとともに執筆した Diccionario crítico etimológico castellano e hispánicoは現在も使用されている、最も徹底的なスペインの語源学辞典である。これらに続き、バスクの学者コルド・ミチェレナとともにバスク語の（中世初期にはピレネー山脈を越えるほどであった）地理的範囲を研究した。
コロミーナスは主にバルセロナ大学で研究し、早い時期から言語学に従事した。同時に、コロミーナスはカタルーニャ・ナショナリズムを抱いて、生涯これを曲げなかった。スペイン内戦の影響で外国に逃れることを強いられ、1948年にシカゴ大学に教授職を得た。カタルーニャに帰還した後は、語源学辞典と Onomasticon  の制作に余生を捧げた。
コロミーナスはスペインにおけるカタルーニャ語と文化の扱いに抗議するため、スペイン政府から一切の栄典を受け取らなかった。
2006年4月、シカゴ大学はコロミーナスに敬意を表してカタルーニャ語とカタルーニャ文学の客員教授職 Càtedra Joan Coromines d'Estudis Catalans を設置した。